# حکومت سه‌نفره

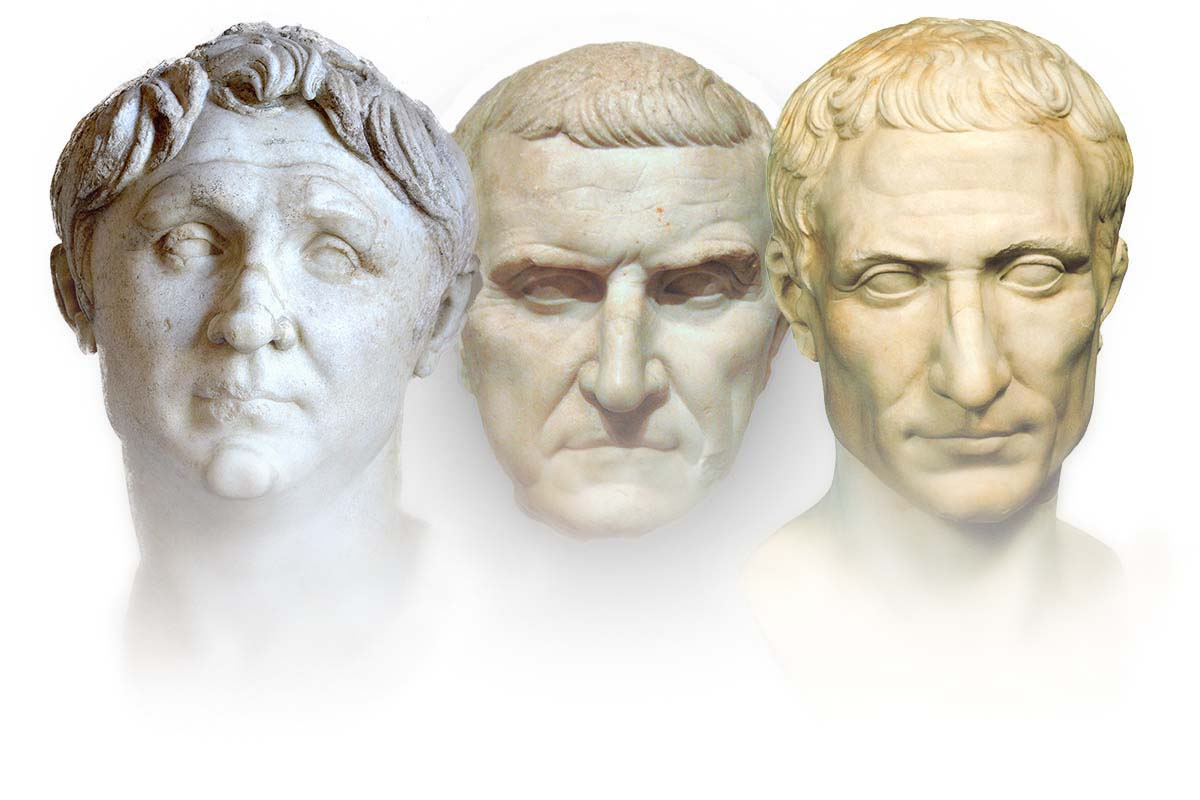
اولین حکومت سه نفره جمهوری روم موسوم به تریوم‌ویرات اول

حکومت سه‌نفره یا تریوم‌ویرات (لاتین: triumviratus) گونه‌ای رژیم سیاسی است که توسط سه فرد قدرتمند اداره می‌شود. چینش افراد ممکن است رسمی یا غیررسمی باشد. با این که اسماً سه نفر یکسان هستند؛ ولی در موارد معدودی واقعاً چنین می‌شود. می‌توان این اصطلاح را در مورد حکومتی که سه رهبر نظامی مختلف ادعای رسیدن به قدرت دارند نیز به کار برد.
در مورد شوروی و روسیه، عبارت ترویکا به جای حکومت سه‌نفره به کار می‌رود.

## حکومت سه‌نفره در روم
در آغاز، تریوم‌ویری کمیسیونی سه‌نفره بود که برای وظیفه حکومتی ویژه‌ای به جز وظایف معمول مقامات رومی منصوب می‌شد. برای نمونه، وظیفه تریوم‌ویری کاپیتالس نظارت بر زندان‌ها و اعدام‌ها بود. این کمیسیون نخستین بار در حدود سال ۲۹۰ تا ۲۸۷ پیش از میلاد ایجاد شد. تریوم‌ویری مونتالیس بر ضرب سکه‌های رومی نظارت داشت.
کمیسیون‌های سه‌نفره برای اهدافی مانند ایجاد مستعمره یا توزیع زمین نیز منصوب می‌شدند. نمونه دیگر، ترس‌ویری اپولونس بود که وظیفه برگزاری جشن در تعطیلات به عهده آن بود. این کمیسیون در سال ۱۹۶ پیش از میلاد بر پایه یک قانون تریبونی از سوی مردم تشکیل شد و شمار اعضای آن بعداً به هفت نفر افزایش یافت.
معمولاً مورخان از عبارت تریوم‌ویرات اول برای اشاره به حکومت سه‌نفره اول شامل ژولیوس سزار، کراسوس و پومپه و تریوم‌ویرات دوم شامل اکتاویوس، مارکوس آنتونیوس و مارکوس امیلیوس لپیدوس بهره می‌برند.

## حکومت سه‌نفره در ایران
مهمترین حکومت سه نفره در ایران در دوران آل بویه رخ داد. عمادالدوله، رکن‌الدوله، و معزالدوله دیلمی سه برادر بودند که پس از شکست آل زیار، حکومت سه‌نفره ای را به مرکزیت کرج، شیراز، و بغداد بر پا کردند.

## حکومت سه‌نفره در کتاب مقدس
حکومت‌های سه‌نفره در چند رویداد قابل توجه در کتاب مقدس عهد عتیق و عهد جدید ظاهر شده‌اند. در سفر خروج، موسی، برادرش هارون و طبق برخی نظرات، خویشاوند آنها حر در نبرد رفیدیم علیه عمالیق از این شیوه حکومت بهره بردند. در انجیل، سه حواری عیسی شامل پطرس، یعقوب پسر زبدی و یوحنا در سه مورد خاص چنین وضعیتی داشتند. آنان تنها حواریونی بودند که در سه واقعه زنده کردن دختر یایرس، تجلی عیسی و رنج در باغ حضور داشتند. بعدتر در دوران مسیحیت اولیه، این ترکیب اندکی تغییر یافت و یعقوب البار جانشین یعقوب پسر زبدی شد.

## حکومت سه‌نفره در چین
یکی از مهم‌ترین حکومت‌های سه‌نفره در تاریخ چین، توسط دولتمردان دودمان هان به نام‌های هئو گوانگ (درگذشته ۶۸ پ. م)، جین میدی (درگذشته ۸۶ پ. م) و شانگ‌گوان جیه (درگذشته ۸۰ پ. م) پس از مرگ امپراتور وو هان و منصوب شدن امپراتور ژائو هان تشکیل شد.
سه عالیجناب شامل صدراعظم، منشی دربار و فرمانده بزرگ که ارشدترین مقامات دولت بودند، این حکومت سه‌نفره را شکل دادند. صدراعظم اصلی به نام تیان کیان‌کیو به راحتی تصمیمات گروه را اجرا می‌کرد.
سه عالیجناب در دوران هان غربی شامل صدراعظم، منشی دربار و فرمانده بزرگ بود؛ ولی صدراعظم نسبت به منشی دربار ارشدیت داشت و پست فرمانده بزرگ در بیشتر دوران دودمان خالی بود. پس از پایه‌گذاری هان شرقی توسط امپراتور گوانگ‌وو فرمانده بزرگ به یکی از مقامات ثابت تبدیل شد. وزیر زمین‌ها جایگزین صدراعظم و وزیر کارها جایگزین منشی دربار شدند. برخلاف مقامات عالی هان غربی که صدراعظم درجه بالاتری نسبت به بقیه داشت، در هان شرقی این سه مقام دارای قدرت یکسانی بودند. هنگامی که امپراتوری جوان یا ضعیف بر مسند حکومت می‌نشست، این سه عالیجناب می‌توانستند امور دولت را تحت سلطه خود درآورند.

## آیین هندو
در هندوئیسم، سه الهه برهما، ویشنو و شیوا اتحاد سه‌نفره‌ای به نام تریمورتی را شکل می‌دهند که در آن «به اعمال کیهانی خلق، نگهداری و نابودی شخصیت داده می‌شود».

## حکومت سه‌نفره در دنیای مدرن
این عنوان چند بار در عصر پسافئودال برای مدتی کوتاه احیا شد و برای قدرت‌های سیاسی سه رأسه به کار رفت.

### فرانسه مدرن
اوگنوی فرانسه اصطلاح حکومت سه نفره را به ائتلافی بخشید که در سال ۱۵۶۱ و حین جنگ‌های مذهبی فرانسه میان فرانسیس (دوک گویس)، آن دو مونمورنسی و ژاک دالبون شکل گرفت. در سال‌های بعد این اصطلاح توسط آرایش‌های دیگری در فرانسه به کار رفت.
در انتهای سده هجدهم انقلابیون فرانسه که برای نامگذاری نهادهای تازه خود به نام‌های حکومتی رومی گراییده بودند، ریاست دولت سه‌نفره را کنسول نامیدند. این نام در زمان باستان برای حکومت دونفره به کار می‌رفت. ضمناً شامل یک کنسول اول بود که عملاً به تنهایی رئیس دولت و حکومت بود. ناپلئون بناپارت برای تبدیل حکومت به امپراتوری اول فرانسه این موقعیت را انتخاب کرد.
پیش از ناپلئون و در دوران ترور، روبسپیر، لوئی دو سن-ژوست و کوتون که اعضای کمیته امنیت عمومی بودند، از نظر برخی یک حکومت سه‌نفره غیررسمی را شکل داده بودند.

### جمهوری خلق چین
مائو تسه‌تونگ، چو ان‌لای و لیو شائوچی بیشترین مشارکت را در بنیان‌گذاری جمهوری خلق چین در سال ۱۹۴۹ داشتند و سه عضو دارای بیشترین تأثیر در نسل نخست رهبران کمونیست چین شمرده می‌شوند. مائو و چو تا زمان مرگشان در سال ۱۹۷۶ بالاترین مقامات حکومتی را داشتند و به ترتیب رئیس کمیته مرکزی حزب کمونیست و نخست‌وزیر بودند. لیو تا سال ۱۹۶۸ رئیس کمیته دائمی کنگره ملی خلق و رئیس‌جمهور چین بود.

### شوروی
- مه ۱۹۲۲ تا آوریل ۱۹۲۵: پس از نخستین سکته مغزی ولادیمیر لنین در مه ۱۹۲۲ ترویکایی برای حکومت بر کشور به جای او بنا نهاده شد. البته لنین از ۲ اکتبر ۱۹۲۲ به رهبری بازگشت و تا ۹ مارس ۱۹۲۳ که به دلیل سکته‌ای شدید وادار به کناره‌گیری از فعالیت سیاسی شد، در قدرت بود. ترویکا شامل لو کامنف، ژوزف استالین و گریگوری زینوویف بود. در آوریل ۱۹۲۵ و هنگامی که کامنف و زینوویف در برابر استالین در اقلیت قرار گرفتند، ترویکا فروپاشید. زینوویف و کامنف در اوایل ۱۹۲۶ با اپوزیسیون چپ لئون تروتسکی هم‌پیمان شدند.[۹] مدتی بعد هر سه نفر به دستور استالین به قتل رسیدند.
- ۱۳ مارس تا ۲۶ ژوئن ۱۹۵۳: پس از مرگ استالین در مارس ۱۹۵۳، قدرت میان لاورنتی بریا، گئورگی مالنکوف و ویاچسلاو مولوتف تقسیم شد.
- ۱۴ اکتبر ۱۹۶۴ تا ۱۶ ژوئن ۱۹۷۷: پس از عزل نیکیتا خروشچف در اکتبر ۱۹۶۴ شوروی وارد دوره رهبری جمعی شد. ابتدا قدرت میان آلکسی کاسیگین، لئونید برژنف و آناستاس میکویان تقسیم شد. در سال ۱۹۶۵ نیکولای پدگورنی جانشین میکویان شد.

## یادداشتها
1. ↑  Andrew Lintott, Violence in Republican Rome (Oxford University Press, 1999, 2nd ed.), p. 102 online.
2. ↑  Livy, Periocha 11.
3. ↑  Andrew Lintott, The Constitution of the Roman Republic (Oxford University Press, 1999), pp. 12 and 95 online.
4. ↑  Livy 33.42.1; Vishnia, State, Society, and Popular Leaders, p. 171; Fergus Millar, Rome, the Greek World, and the East (University of North Caroline Press, 2002), p. 122 online; Lintott, Constitution, p. 184.
5. ↑  "Dictionary of World Biography". Archived from the original on 22 October 2018. Retrieved 2015-08-18. {{cite journal}}: Cite journal requires |journal= (help)
6. ↑  http://biblehub.com/galatians/2-9.htm
7. ↑  For quotation defining the trimurti see Matchett, Freda. "The Purāṇas", in: Flood (2003), p. 139.
8. ↑  Angela P. Cheater, Department of Sociology, University of Zimbabwe (29 June 1989). "Managing Culture en Route to Socialism: The Problem of Culture 'Answering Back'" (PDF). msu.edu. Michigan State University. Retrieved 4 December 2016.{{cite web}}:  نگهداری یادکرد:نام‌های متعدد:فهرست نویسندگان (link)
9. ↑  Rappaport, Helen (1999). Joseph Stalin: A Biographical Companion. ABC-CLIO. pp. 141, 326. ISBN 978-1-57607-084-0.